# Дејвидсон (Оклахома)
Дејвидсон (енгл. Davidson) град је у америчкој савезној држави Оклахома.

## Демографија
По попису из 2010. године број становника је 315, што је 60 (-16,0%) становника мање него 2000. године.
| Група             | 2000.       | 2010.       |
| Белци             | 238 (63,5%) | 184 (58,4%) |
| Афроамериканци    | 5 (1,3%)    | 1 (0,3%)    |
| Азијати           | 0 (0,0%)    | 2 (0,6%)    |
| Хиспаноамериканци | 117 (31,2%) | 110 (34,9%) |
| Укупно            | 375         | 315         |